# فابريس بولين
فابريس بولين (بالإنجليزية: Fabrice Pauline)‏ (5 ديسمبر 1982 بموريشيوس - ) هو لاعب كرة قدم موريشيوسي في مركز الوسط. شارك مع منتخب موريشيوس لكرة القدم. أما مع النوادي، فقد لعب مع Curepipe Starlight SC ‏.

## وصلات خارجية
- فابريس بولين على موقع قاعدة بيانات كرة القدم.إي يو (الإنجليزية)
- فابريس بولين على موقع ناشيونال فوتبول تيمز (الإنجليزية)